# Alosa de Gray
L'alosa de Gray (Ammomanopsis grayi) és una espècie d'ocell de la família dels alàudids (Alaudidae) i única espècie del gènere Ammomanopsis, Bianchi, 1905. Habita zones desèrtiques de l'Àfrica Meridional, a sud-oest d'Angola i oest de Namíbia.

## Taxonomia
Inclosa al gènere Ammomanes, ha estat recentment traslladada al seu propi gènere.